# 紅葉賀
| 源氏物語五十四帖 |        |    |        |
| 各帖のあらすじ   |        |    |        |
| 帖               | 名     | 帖 | 名     |
| 1                | 桐壺   | 28 | 野分   |
| 2                | 帚木   | 29 | 行幸   |
| 3                | 空蝉   | 30 | 藤袴   |
| 4                | 夕顔   | 31 | 真木柱 |
| 5                | 若紫   | 32 | 梅枝   |
| 6                | 末摘花 | 33 | 藤裏葉 |
| 7                | 紅葉賀 | 34 | 若菜   |
| 8                | 花宴   | 35 | 柏木   |
| 9                | 葵     | 36 | 横笛   |
| 10               | 賢木   | 37 | 鈴虫   |
| 11               | 花散里 | 38 | 夕霧   |
| 12               | 須磨   | 39 | 御法   |
| 13               | 明石   | 40 | 幻     |
| 14               | 澪標   | 41 | 雲隠   |
| 15               | 蓬生   | 42 | 匂宮   |
| 16               | 関屋   | 43 | 紅梅   |
| 17               | 絵合   | 44 | 竹河   |
| 18               | 松風   | 45 | 橋姫   |
| 19               | 薄雲   | 46 | 椎本   |
| 20               | 朝顔   | 47 | 総角   |
| 21               | 少女   | 48 | 早蕨   |
| 22               | 玉鬘   | 49 | 宿木   |
| 23               | 初音   | 50 | 東屋   |
| 24               | 胡蝶   | 51 | 浮舟   |
| 25               | 蛍     | 52 | 蜻蛉   |
| 26               | 常夏   | 53 | 手習   |
| 27               | 篝火   | 54 | 夢浮橋 |

「紅葉賀」（もみじのが）は、源氏物語五十四帖の巻の一つ。第7帖。主人公光源氏の18歳の秋から19歳の秋までの1年の出来事を描いた巻である。
中心となる話題は朱雀院（一の院・一説に桐壺帝の父親。光源氏の兄とは別人）50歳の祝典、藤壺の出産と立后である。

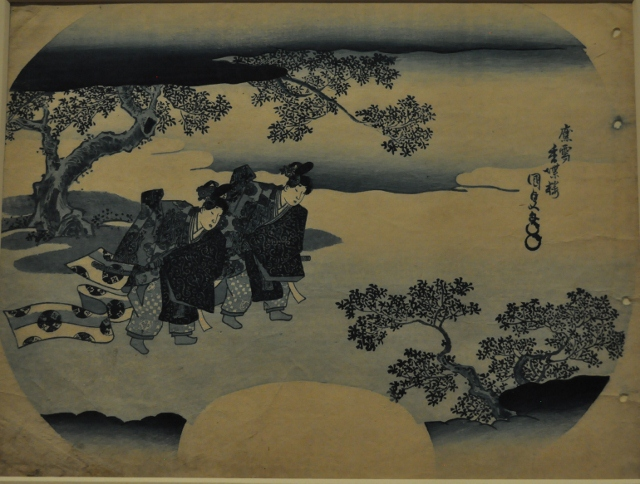
歌川国貞画。『源氏物語』の「紅葉賀」の場面を描くうちわ絵

## 前半の出来事
世間は朱雀院で開かれる紅葉賀に向けての準備でかまびすしい。桐壺帝は最愛の藤壺が懐妊した喜びに酔いしれ、一の院の五十歳の誕生日の式典という慶事をより盛大なものにしようという意向を示しているため、臣下たちも舞楽の準備で浮き立っている。
ところが、それほどまでに望まれていた藤壺の子は桐壺帝の御子ではなく、その最愛の息子光源氏の子であった。このことが右大臣側の勢力、特に東宮の母で藤壺のライバル、また源氏の母を迫害した張本人である弘徽殿女御に発覚したら二人の破滅は確実なのだが、若い源氏は向こう見ずにも藤壺に手紙を送り、また親しい女官を通して面会を求め続けていた。
一方で、藤壺は立后を控え狂喜する帝の姿に罪悪感を覚えながらも、一人秘密を抱えとおす決意をし、源氏との一切の交流を持とうとしない。源氏はそのため華やかな式典で舞を披露することになっても浮かない顔のままで、唯一の慰めは北山から引き取ってきた藤壺の姪に当たる少女若紫（後の紫の上）の無邪気に人形遊びなどをする姿であった。
帝は式典に参加できない藤壺のために、特別に手の込んだ試楽（リハーサル）を宮中で催すことに決める。源氏は青海波の舞を舞いながら御簾の奥の藤壺へ視線を送り、藤壺も一瞬罪の意識を離れて源氏の美貌を認める。源氏を憎む弘徽殿女御は、舞を見て「まことに神が愛でて、さらわれそうな美しさだこと。おお怖い。」と皮肉り、同席していたほかの女房などは「なんて意地の悪いことを」と噂する。紅葉の中見事に舞を終えた翌日、源氏はそれとは解らぬように藤壺に文を送ったところ、思いがけず返事が届き胸を躍らせた。五十の賀の後、源氏は正三位に。頭中将は正四位下に叙位される。この褒美に弘徽殿女御は「偏愛がすぎる」と不満を露わにし、東宮に窘められる。
翌年二月、藤壺は無事男御子（後の冷泉帝）を出産。桐壺帝は最愛の源氏にそっくりな美しい皇子を再び得て喜んだが、それを見る源氏と藤壺は内心罪の意識に苛まれるのだった。

## 後半の出来事
前半とは趣を変えて、喜劇的な箸休めの小話が語られる。
桐壺帝に仕える年配の女官で血筋、人柄の申し分ない源典侍には、希代の色好みという評判があった。好奇心旺盛な源氏と頭中将は冗談半分で彼女に声をかけていたが、年をわきまえずあからさまな媚態を振りまく彼女に辟易としている。
源典侍のもとに泊まった夜、源氏は何者かの襲撃を受け太刀をとって応戦するが、掴み掛かってみると相手は頭中将であった。わざと修羅場を演じて源典侍を仰天させた二人は、調子に乗って掴み合いをするうちにぼろぼろになってしまう。大笑いしながら帰った翌日、職場で顔を合わせた二人は昨日の騒動を思い出して、互いにそ知らぬ顔で笑いをかみ殺すのだった。
その年の秋、藤壺は中宮に立后。一番早くに入内し、長年仕えていて今東宮の生母である弘徽殿女御は、「長年仕える自分を差し置いて、なぜ藤壺が中宮に」と激怒。桐壺帝に窘められる。源氏も宰相（参議）に進むが、ますます手の届かなくなった藤壺への思慕はやむことがなかった。